# DEFCON
DEFCON (аббревиатура, англ. DEFense readiness CONdition — готовность обороны) — шкала готовности вооружённых сил Соединённых Штатов Америки. Она показывает прогрессию положений для сообщения между Объединённым комитетом начальников штабов и командиров объединённых команд. Коды соответствуют накалённости военной обстановки. Стандартный протокол в мирное время — DEFCON 5, который уменьшается с накалением и ужесточением военной обстановки. DEFCON 1 соответствует ожиданию немедленной полномасштабной атаки, и никогда не объявлялся (за исключением учебной тревоги во время учений «Опытный лучник»). Во время холодной войны особо опасались объявления уровня 1, так как это скорее всего означало начало всеобъемлющей ядерной войны.
В случае национального чрезвычайного положения существует семь состояний, т.н. шкала LERTCON (aLERT CONdition): 5 состояний DEFCON, и два EMERGCON. EMERGCON (EMERGency CONdition — чрезвычайное состояние) объявляется в двух случаях:
- Defense Emergency (Общая угроза): крупномасштабное вражеское нападение на Соединённые Штаты, и/или иностранных союзников, и/или открытые действия, предпринятые против Соединённых Штатов. Это состояние должно быть подтверждено объединённым командованием или высшим руководством.
- Air Defense Emergency (Воздушная угроза): Крупномасштабная вражеская атака авиацией или ракетами возможна, или неминуема, или происходит на территории Соединённых Штатов, Канады или Гренландии. Это состояние объявляется командованием воздушно-космической обороны Северной Америки (NORAD).

## Уровни

Уровни DEFCON

- DEFCON 1 — максимальная боеготовность. Подразумевает, что США находятся в преддверии крупномасштабного военного конфликта с возможным использованием оружия массового поражения. На данный уровень готовности войска США никогда не переводились, лишь только в ноябре 1983 года в рамках проведения десятидневных командных учений НАТО «Опытный лучник» в Западной Европе была отработана учебная тревога, соответствующая данному уровню.
- DEFCON 2 — этот уровень предшествует максимальной боевой готовности. Объявлялся во время Карибского кризиса (только для Стратегического авиационного командования — вооружённые силы в целом оставались на уровне DEFCON 3)[1] и во время операции «Буря в пустыне» 15 января 1991 года (Объединённый комитет начальников штабов)[2].
- DEFCON 3 — уровень повышенной боевой готовности. Все военные подразделения сменяют свои радиопозывные согласно секретным документам. Армия США находилась на этом уровне во время Карибского кризиса и Войны Судного дня[1]. Также был введён после террористических актов 11 сентября 2001 года, отменён 14 сентября того же года.
- DEFCON 4 — схож с пятым уровнем, однако повышается активность разведывательных служб. Почти всю холодную войну США провели на этом уровне.
- DEFCON 5 — обычная военная готовность, соответствующая мирному времени (готовность мирного времени).